# ジリナ県
ジリナ県（ジリナけん、Žilinský kraj）は、スロバキアの県の一つである。県都は、ジリナ。
スロバキアの中北部に位置し、北東にポーランド、北西にチェコと接している。

## 下位行政区画
- ビッチャ郡（英語版）（Okres Bytča）
- チャッツァ郡（英語版）（Okres Čadca）
- ドルニー・クビーン郡（英語版）（Okres Dolný Kubín）
- キスツケー・ノヴェー・メスト郡（英語版）（Okres Kysucké Nové Mesto）
- リプトウスキー・ミクラーシュ郡（英語版）（Okres Liptovský Mikuláš）
- マルティン郡（英語版）（Okres Martin）
- ナーメストヴォ郡（英語版）（Okres Námestovo）
- ルジョムベロク郡（英語版）（Okres Ružomberok）
- トゥルチアンスケ・チェプリツェ郡（英語版）（Okres Turčianske Teplice）
- トヴルドシーン郡（英語版）（Okres Tvrdošín）
- ジリナ郡（英語版）（Okres Žilina）

## 主な都市
- ジリナ
- マルチン
- リプトフスキー・ミクラーシュ
- ルジョムベロク